# ستيف ليمي
ستيف ليمي (بالإنجليزية: Steve Lemme)‏ هو كاتب سيناريو وممثل أمريكي، ولد في 13 نوفمبر 1968 بنيويورك في الولايات المتحدة.

## أعمال

### أفلام
- (2001) سوبر تروبرس[2]
- (2005) ذا دوكس اوف هازرد[3]
- (2018) سوبر تروبرس 2

## وصلات خارجية
- ستيف ليمي على موقع IMDb (الإنجليزية)
- ستيف ليمي على موقع ألو سيني (الفرنسية)
- ستيف ليمي على موقع أول موفي (الإنجليزية)
- ستيف ليمي على موقع قاعدة بيانات الأفلام السويدية (السويدية)
- ستيف ليمي على موقع قاعدة بيانات الفيلم (الإنجليزية)
- ستيف ليمي على موقع كينوبويسك (الروسية)